# Watersnood van 1808

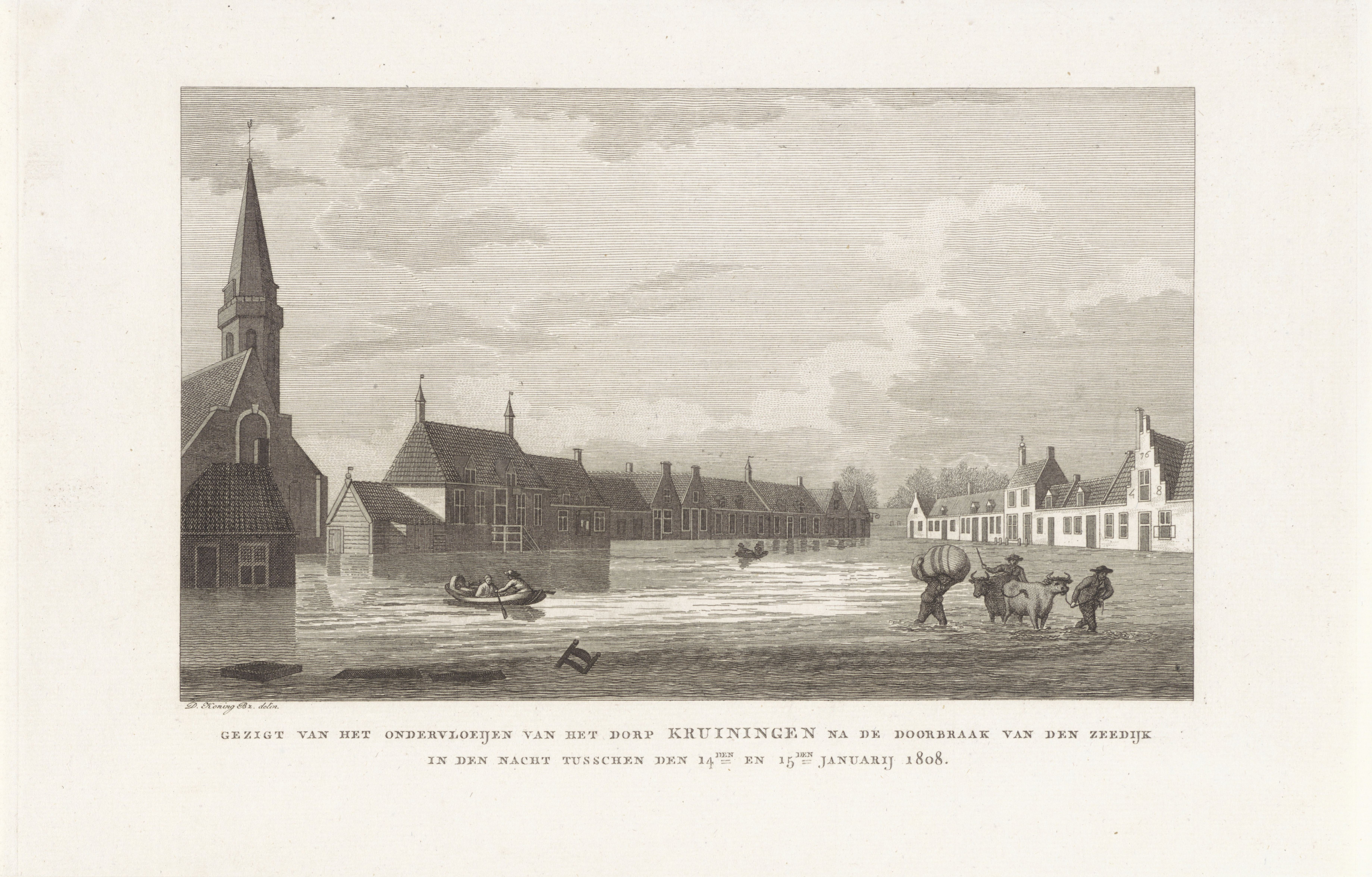
Overstroming in het dorp Kruiningen.

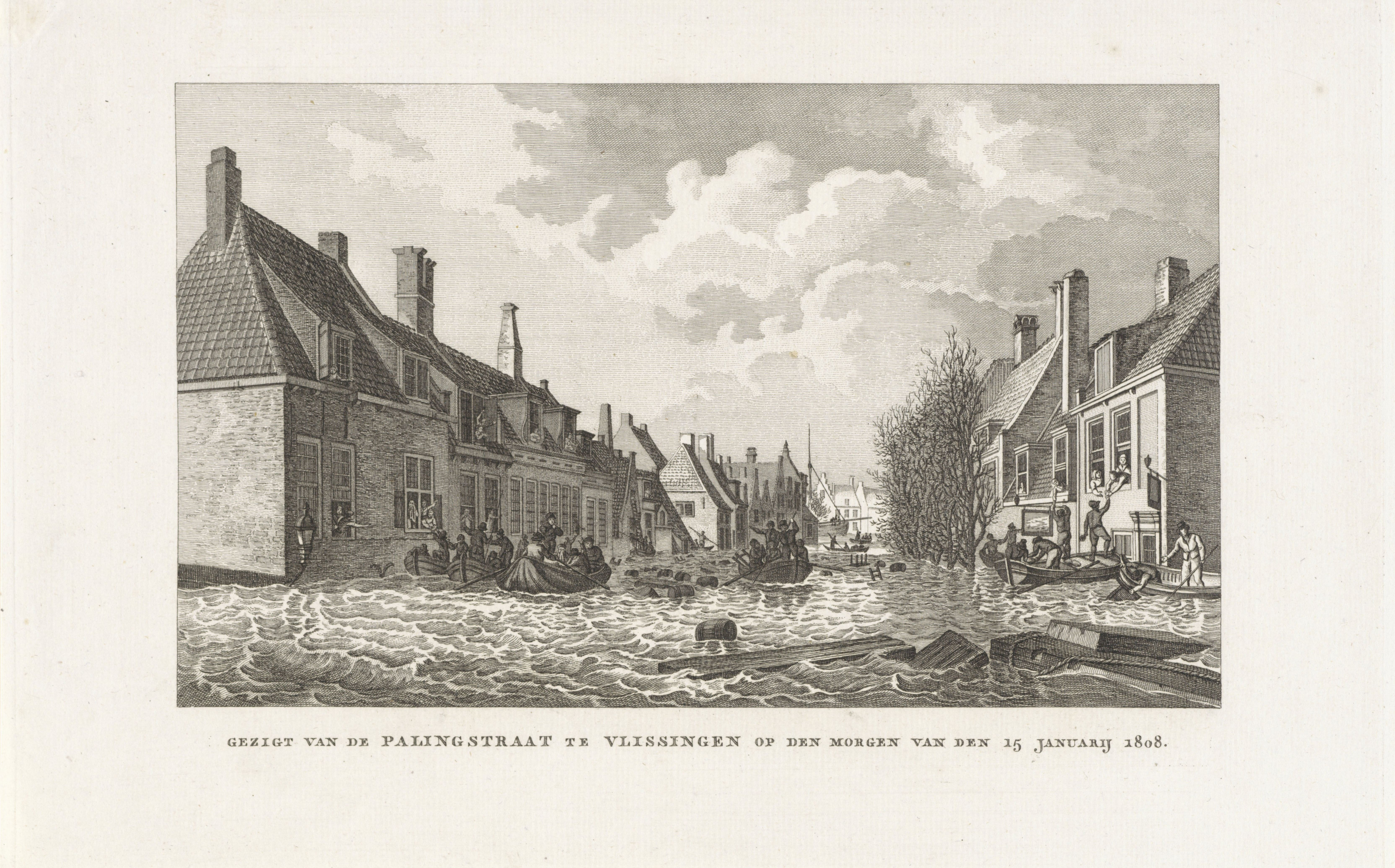
De Palingstraat in Vlissingen.

De watersnood van 1808 was een overstroming waarbij grote gebieden van de Nederlandse provincie Zeeland overstroomden. Ook de stad Antwerpen werd zwaar getroffen met veel materiële schade tot gevolg. In Zeeland kwamen 102 polders onder water te staan: 40 op Zeeuws-Vlaanderen, 20 op Zuid-Beveland, 19 op Tholen, 12 op Schouwen-Duiveland, 7 op Noord-Beveland en 4 op Walcheren. 
Veere en het direct aan zee gelegen Vlissingen werden zwaar getroffen; er waren hier respectievelijk 4 en 31 doden te betreuren. De Vlissingsche Courant bericht op 19 januari: Heden had binnen deze Stad de treurige plechtigheid plaats, welke welligt ooit gebeuren kan, zynde het plegtig begraven van de ongelukkige slachtoffers, die in den jongsten Watenood zyn omgekomen. Er volgt een lijst van 31 slachtoffers, waaronder veel inwoners van de Paardestraat. In Veere kwamen een vrouw en twee kinderen om het leven in de Wijngaardstraat en verdronk een vrouw in de Kapelstraat. In Zierikzee verdronk een man in zijn woning en in Goedereede een wachter. In de stad Antwerpen verdronk een jong meisje.
Bij elkaar kwamen in Zeeland 43 mensen om het leven bij de watersnood. Na de ramp bezocht koning Lodewijk Napoleon Zeeland en trof hij daadkrachtige maatregelen zoals dijkverhogingen. Dit leverde hem veel krediet op bij het gewone volk.
Naar aanleiding van de watersnood schreef de Haarlemse schrijver Adriaan Loosjes (1761-1818) het treurspel Ewoud van Lodijke of de ondergang der Zeeuwsche stad Romerswaal, waarin de Sint-Felixvloed van 1530 centraal staat. De opbrengsten van het werk kwamen ten gunste van de slachtoffers van de ramp in 1808.